# АЕС Чашма
Атомна електростанція Чашма це велика комерційна атомна електростанція, розташована в Чашмі в Міанвалі, Пенджаб, Пакистан.
Атомна електростанція, офіційно відома як Чашминський атомний енергетичний комплекс, виробляє енергію для промислового використання за допомогою чотирьох ядерних реакторів, один з яких знаходиться на стадії будівництва у співпраці з Китаєм. Енергетичний майданчик перебуває під моніторингом і гарантіями Міжнародного агентства з атомної енергії (МАГАТЕ), яке також забезпечує фінансування для розширення майданчика. Планування атомної електростанції Чашма відбувалося разом з Францією в 1973 році, але будівництво завершили після того, як Китай приєднався до проєкту, а потім поставив реактор у 1993 році.
У зв’язку зі зростаючими потребами в енергії, які були визнані в листопаді 2006 року, МАГАТЕ схвалило угоду з Пакистаном щодо нових атомних електростанцій, які будуть побудовані в країні за підтримки Китаю, коли Рада керуючих одноголосно схвалила угоду про гарантії для будь-яких майбутніх атомних електростанцій, що їх побудує Пакистан.

## Інформація про реактори
| Реактор | Тип реактора | Продуктивність | Продуктивність | Початок будівництва | Підключення до мережі | Введення в експлуатацію | Закриття |
| Реактор | Тип реактора | Нетто          | Брутто         | Початок будівництва | Підключення до мережі | Введення в експлуатацію | Закриття |
| ------- | ------------ | -------------- | -------------- | ------------------- | --------------------- | ----------------------- | -------- |
| Чашма-1 | CNP-300      | 300 МВт        | 325 МВт        | 1. 8. 1993          | 13. 6. 2000           | 15. 9. 2000             |          |
| Чашма-2 | CNP-300      | 300 МВт        | 325 МВт        | 28. 12. 2005        | 14. 3. 2011           | 18. 5. 2011             |          |
| Чашма-3 | CNP-300      | 315 МВт        | 340 МВт        | 28. 5. 2011         | 15. 10. 2016          | 1. 12. 2016             |          |
| Чашма-4 | CNP-300      | 315 МВт        | 340 МВт        | 18. 12. 2011        | 7. 1. 2017            | 19. 9. 2017             |          |
| Чашма-5 | Хуалун 1     |                | 1161 МВт       | 14. 7. 2023         |                       |                         |          |